# 熊應占
熊應占（1564年—？年），號眉愚，四川敘州府隆昌縣（原屬榮昌縣）人，明朝政治人物。

## 生平
萬曆七年（1579年）己卯科四川鄉試舉人，二十年（1592年）壬辰科第二甲第二百三十四名進士。吏部觀政，五月乞求旌表祖母李氏孀節，授大理寺左評事，二十六年升右寺副，二十九年升大理寺左寺正，三十三年升刑部郎中，三十六年升陝西布政司右參政、撫治商洛道，四十年四月升本省按察使，四十三年六月升陕西右布政使，四十五年九月升本省左布政使，四十八年致仕。

## 家族
曾祖熊萬珠，祖熊勤之，父熊炳。